# Arrosès
Arrosès – miejscowość i gmina we Francji, w regionie Nowa Akwitania, w departamencie Pireneje Atlantyckie.
Według danych na rok 2015 gminę zamieszkiwały 143 osoby, a gęstość zaludnienia wynosiła 15,0 osób/km².